# Anthracocentrus beringei
Anthracocentrus beringei là một loài bọ cánh cứng trong họ Cerambycidae.